# Xia (Dieciséis Reinos)
Xia (chino simplificado 夏; pinyin: Xià), conocido en historiografía como Hu Xia (胡 夏), Xia del Norte (北 夏), Helian Xia (赫連 夏) o el Gran Xia (大 夏), fue un estado dinástico de origen Xiongnu establecido por Helian Bobo durante el período de dieciséis reinos en el norte de China. Antes de establecer Xia, el clan imperial existía como una entidad tribal conocida como Tiefu (Chino simplificado 铁弗; Chino tradicional: 鐵弗; pinyin: Tiěfú).

## Historia
Aunque Xia solo duró del 407 al 431, su capital, Tongwan, situada en el desierto de Ordos, era una ciudad muy fortificada y de vanguardia que sirvió como guarnición fronteriza hasta la dinastía Song. Sus ruinas fueron descubiertas durante la dinastía Qing y todavía se pueden ver en la actual Mongolia Interior.
La dinastía Xia, se estima que duró del siglo XXI al siglo XVI a. C., y la historia china considera esta como una de las primeras dinastías chinas. En libros históricos de Sima Qian se nombran 17 emperadores de la dinastía. A la dinastía Xia le siguió la dinastía Shang. Según los escritos de Sima Qian entre ambas dinastías hubo un periodo gobernado por tres dioses y cinco emperadores.
El carácter de esta dinastía forma parte del nombre de la región china actual de Ningxia, y aparece también en el nombre poético de China Huáxià. Los documentos escritos de más de 3500 años de antigüedad narran la sucesión de las primeras dinastías chinas. Una tradición de grandes historiadores como Sima Qian que con sus escritos nos permiten conocer la historia China y sus emperadores. Los diecisiete emperadores de la dinastía Xia establecieron sus dominios en el territorio que actualmente ocupa la provincia de Shanxi y parte oeste de Henan.
El Libro de Wei también registra que la tribu de Liu Kuren, los Dugu, descendían de los Xiongnu. Yao Weiyuan (姚 薇 元) sugirió en el pasado que 'Dugu' era una forma alternativa de 'Tuge' (屠 各), el clan aristocrático Xiongnu que había adoptado el apellido chino Han de Liu (劉), miembros del cual también gobernaron el Antiguo Estado de Zhao. Este escritor sugiere además que 'Tuge' es una forma alternativa de 'Tuhe' (徒 河), que es la rama del Xianbei de la que descienden los Murong (慕容). Los Liu (Dugu) también eran conocidos como 'Tiefu' (鐵 弗), un término que significaba que tenían padres Xiongnu y madres Xianbei. Por tanto, es razonable decir que los Dugu eran al menos la mitad de Xianbei.
Todos los gobernantes de Xia se declararon "emperadores".

## Jefes de los Tiefu y gobernantes de Xia
| Nombre del templo  | Nombres póstumos | Nombre personal             | Duraciones del reinado | Nombres de era                                                                                      |
| ------------------ | ---------------- | --------------------------- | ---------------------- | --------------------------------------------------------------------------------------------------- |
| Jefes de los Tiefu |                  |                             |                        | |
| -                  | -                | Liu Qubei劉 去 卑           | 260-272                | -                                                                                                   |
| -                  | -                | Liu Gaoshengyuan劉 誥 升 爰 | 272-309                | -                                                                                                   |
| -                  | -                | Liu Hu劉虎                  | 309-341                | -                                                                                                   |
| -                  | -                | Liu Wuheng劉 務 恆          | 341-356                | -                                                                                                   |
| -                  | -                | Liu Eloutou劉 閼 陋 頭      | 356-358                | -                                                                                                   |
| -                  | -                | Liu Xiwuqi劉 悉 勿 祈       | 358-359                | -                                                                                                   |
| -                  | -                | Liu Weichen劉衞辰           | 359-391                | -                                                                                                   |
| -                  | -                | Liu Bobo                    | 391-407                | -                                                                                                   |
| Gobernantes de Xia |                  |                             |                        | |
| Shizu              | Wulie            | Helian Bobo (Liu Bobo)      | 407-425                | Longsheng (龍 升) 407-413 Fengxiang (鳳翔) 413-418 Changwu (昌 武) 418-419 Zhenxing (眞 興) 419-425 |
| -                  | -                | Helian Chang                | 425-428                | Chengguang (承 光) 425-428                                                                          |
| -                  | -                | Helian Ding                 | 428-431                | Shengguang (勝 光) 428-431                                                                          |